# 東洞院通

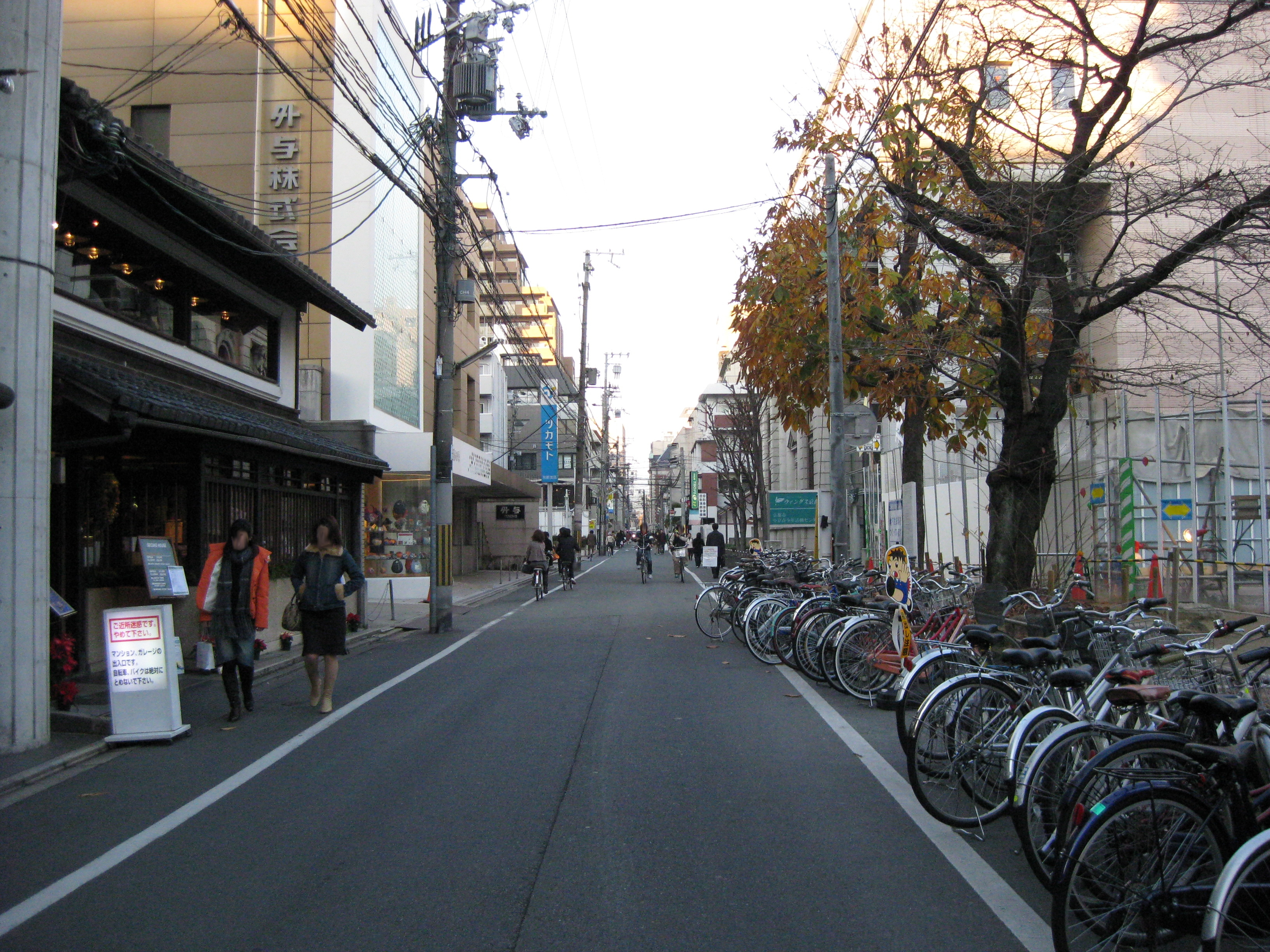
東洞院通(蛸薬師通付近から北方向を望む)

東洞院通（ひがしのとういんどおり）は京都市の南北の通りの一つ。
北は丸太町通から南は京都駅まで。京都駅を挟んで南側の延長線上に竹田街道がある。

## 歴史
平安京の東洞院大路（ひがしのとういんおおじ）にあたる。
洞院とは上皇・法皇の居所を意味し、平安時代には通り沿いに多くの院があった。江戸時代には竹田街道に通じる幹線道路となり、混雑が激しいことから享保年間には北行き一方通行の規制が行なわれた。一方通行の規制としては日本でもっとも古いものといわれる。

## 現状
明治の街路拡幅で烏丸通に京都市電烏丸線が通ってから、幹線道路の役割を譲った。
七条と塩小路の間のみは片側二車線であるが、それ以外の区間は一方通行の細い道である。

## 主な沿道の施設
- 京都御苑 丸太町
- 中京郵便局 三条角
- 河合塾京都高 (正面入り口は三条通)
- 京都市中央青少年活動センター
- 京都市男女共同参画センター（ウィングス京都）
- 大丸京都店 四条上ル（正面入口は四条通）
- 阪急京都本線 - 烏丸駅
- ホテル日航プリンセス京都
- 京都センチュリーホテル
- 京都駅